# Mrozy (Mińsk)
Pour les articles homonymes, voir Mrozy.
Mrozy (prononciation : [ˈmrɔzɨ]) est une ville polonaise de la gmina de Mrozy dans le powiat de Mińsk de la voïvodie de Mazovie dans le centre-est de la Pologne.
La ville est le siège administratif (chef-lieu) de la gmina appelée gmina de Mrozy.
Elle se situe à environ 17 kilomètres à l'est de Mińsk Mazowiecki (siège du powiat) et à 56 kilomètres à l'est de Varsovie (capitale de la Pologne).
La ville compte approximativement une population de 3 440 habitants en 2013.

## Histoire
Etablie comme village, Mrozy a obtenu son statut de ville le 1er janvier 2014.
De 1975 à 1998, le village appartenait administrativement à la voïvodie de Siedlce.